# Sandra Myers
Sandra Myers Brown (ur. 9 stycznia 1961 w Little River w stanie Kansas) – hiszpańska lekkoatletka specjalizująca się w biegach sprinterskich, reprezentantka Stanów Zjednoczonych do 1987, dwukrotna uczestniczka letnich igrzysk olimpijskich (Seul 1988, Atlanta 1996). Sukcesy odnosiła również w biegach płotkarskich oraz skoku w dal.

## Sukcesy sportowe
- mistrzyni Stanów Zjednoczonych w biegu na 400 metrów przez płotki – 1981[1]
- mistrzyni Hiszpanii w biegu na 100 metrów – 1988[2]
- dwukrotna mistrzyni Hiszpanii w biegu na 200 metrów – 1988, 1989
- sześciokrotna mistrzyni Hiszpanii w biegu na 400 metrów – 1990, 1991, 1993, 1994, 1995, 1996
- mistrzyni Hiszpanii w skoku w dal – 1989
- dwukrotna halowa mistrzyni Hiszpanii w biegu na 60 metrów – 1989, 1990[3]
- halowa mistrzyni Hiszpanii w biegu na 200 metrów – 1996
- czterokrotna halowa mistrzyni Hiszpanii w biegu na 400 metrów – 1991, 1992, 1993, 1995
- dwukrotna halowa mistrzyni Hiszpanii w skoku w dal – 1988, 1989

| Rok  | Miasto    | Zawody                         | Konkurencja                                         | Wynik                     |
| ---- | --------- | ------------------------------ | --------------------------------------------------- | ------------------------- |
| 1988 | Meksyk    | Mistrzostwa ibero-amerykańskie | bieg na 100 m sztafeta 4 × 100 m skok w dal         | złoty medal brązowy medal |
| 1990 | Glasgow   | Halowe mistrzostwa Europy      | bieg na 200 m                                       | 4. miejsce                |
| 1990 | Manaus    | Mistrzostwa ibero-amerykańskie | bieg na 100 m sztafeta 4 × 100 m sztafeta 4 x 400 m | złoty medal srebrny medal |
| 1990 | Split     | Mistrzostwa Europy             | bieg na 200 m sztafeta 4 × 100 m                    | 4. miejsce 6. miejsce     |
| 1991 | Sewilla   | Halowe mistrzostwa świata      | bieg na 400 m sztafeta 4 × 400 m                    | srebrny medal 4. miejsce  |
| 1991 | Tokio     | Mistrzostwa świata             | bieg na 400 m sztafeta 4 × 400 m                    | brązowy medal 7. miejsce  |
| 1992 | Genua     | Halowe mistrzostwa Europy      | bieg na 400 m                                       | złoty medal               |
| 1993 | Toronto   | Halowe mistrzostwa świata      | bieg na 400 m                                       | 4. miejsce                |
| 1993 | Stuttgart | Mistrzostwa świata             | bieg na 400 m                                       | 6. miejsce                |
| 1996 | Sztokholm | Halowe mistrzostwa Europy      | bieg na 200 m                                       | złoty medal               |

## Rekordy życiowe
- bieg na 60 m (hala) – 7,23 – Madryt 13/03/1990 (rekord Hiszpanii)
- bieg na 100 metrów – 11,06 – Vigo 23/07/1991 (rekord Hiszpanii)
- bieg na 200 metrów – 22,38 – Split 30/08/1990 (rekord Hiszpanii)
- bieg na 200 metrów (hala) – 22,81 – San Sebastián 15/03/1991 (rekord Hiszpanii)
- bieg na 400 metrów – 49,67 – Oslo 06/07/1991 (rekord Hiszpanii)
- bieg na 400 metrów (hala) – 50,99 – Sewilla 10/03/1991  (rekord Hiszpanii)
- bieg na 600 metrów – 1:26,99 – Andújar 06/09/1993
- bieg na 400 metrów przez płotki – 56,40 – Eugene 24/05/1980
- skok w dal – 6,12 – Budapeszt 05/03/1988